# ГЕС Грейт-Фолс/Дерборн
ГЕС Грейт-Фолс/Дерборн – комплекс із двох гідроелектростанцій у штаті Південна Кароліна (Сполучені Штати Америки). Знаходячись між ГЕС Фішінг-Крік (37 МВт, вище по течії) та комплексом ГЕС Роккі-Крік/Чедар-Крік, входить до складу каскаду на річці Катавба (в нижній течії Ватірі), яка дренує східний схил хребта Блу-Рідж (Аппалачі) та є лівим витоком річки Санті (впадає до Атлантичного океану за шість десятків кілометрів на північний схід від Чарлстону). 
На початку 20 століття річку в районі порогів Грейт-Фолс перекрили бетонною гравітаційною греблею довжиною 475 метрів, яка спрямовує ресурс у прокладену по висотах правобережжя дериваційну трасу довжиною біля 4,5 км. Вона утворена значною мірою за рахунок використання природного рел’єфу, тому має змінну ширину, котра на першій половині шляху може перевищувати 0,5 км – ця ділянка носить назву водосховище Грейт-Фолс, має площу поверхні 1,4 км2 та корисний об’єм 2,4 млн м3. В місці, де сховище Грейт-Фолс переходить у канал Грейт-Фолс-Дерборн, в оберненій до річки лівій стороні траси облаштована бетонна споруда довжиною 314 метрів, яка виконує функцію додаткового водоскиду (при цьому перепуск води далі у напрямку машинних залів контролюється перпендикулярною до водоскиду спорудою довжиною 80 метрів).  
Канал завершується зведеною у 1907 році бетонною греблею висотою 31 метр та довжиною 206 метрів, до якої ліворуч прилягає споруджена у 1923-му в межах проекту Дерборн бетонна секція довжиною 117 метрів. Під право- та лівобережними ділянками цієї греблі розташовуються машинні зали Грейт-Фолс та Дерборн, котрі обладнані вісьмома турбінами типу Френсіс потужністю по 3 МВт та трьома турбінами того ж типу потужністю по 15 МВт відповідно. Можливо також відзначити, що максимальний операційний рівень поверхні у водосховищі Грейт-Фолс становить 108,5 метра НРМ, а у розташованому далі по течії резервуарі Чедар-Крік – 86,7 метра НРМ.
Зв’язок з енергосистемою відбувається по ЛЕП, розрахованим на роботу під напругою 44 кВ (Грейт-Фолс) та 100 кВ (Дерборн).